# NGC 1939
NGC 1939 – gromada kulista, znajdująca się w gwiazdozbiorze Góry Stołowej, w Wielkim Obłoku Magellana. Odkrył ją James Dunlop 24 września 1826 roku. W pobliżu niej znajduje się dużo młodsza gromada NGC 1938, lecz prawdopodobnie nie są one ze sobą fizycznie związane.